# Albert Lörcher
Albert „Bertl“ Lörcher (* 12. Juni 1913 in München ; † 12. Februar 1997 ebenda) war ein deutscher Widerstandskämpfer, Gewerkschafter und Buchhändler.

## Leben

### Jugend und Widerstandstätigkeit
Lörcher war der Sohn eines Mützenmachers im Münchner Stadtteil Lehel und hatte zwei Geschwister, Ernst und Elisabeth. Sein Vater war zunächst SPD-Mitglied und wechselte während der Münchner Räterepublik zur USPD. Er wurde denunziert, verhaftet, für einige Wochen auf der Festung in Ingolstadt inhaftiert und starb 1922. Lörcher absolvierte eine Kürschnerlehre, trat 1927 der Sozialistischen Arbeiterjugend (SAJ) bei und war seit 1929 Mitglied des Ortsvorstandes. Mit etwa 1000 Münchner Jugendlichen besuchte er 1929 den Internationalen Jugendtag in Wien. Seit 1930 war er in Abständen immer wieder arbeitslos. Er nahm an mehreren illegalen Demonstrationen der Kommunistischen Jugend teil und kam dabei kurz in Haft.
Nach der Machtübernahme der Nationalsozialisten 1933 und der Eröffnung des KZ Dachau am 20. März 1933 verteilte seine Widerstandsgruppe das erste Flugblatt mit dem Titel „Vier Arbeiter in Dachau ermordet“. Am 9. März 1933 war er Augenzeuge der Besetzung des Münchner Gewerkschaftshauses und des Verlagsgebäudes der sozialdemokratischen Zeitung Münchener Post durch SA-Angehörige. Albert und sein Bruder Ernst entkamen im Frühjahr 1933 einer Hausdurchsuchung der elterlichen Wohnung und lebten einige Zeit in der Pupplinger Au in einem Zelt. Mit einer Schreibmaschine und einem Abziehapparat erstellten sie Exemplare des KJV-Organs Die Junge Garde, die sie per Fahrrad nach München brachten. Die Informationen hierzu beschafften sie sich aus ausländischen Zeitungen, die im Lesesaal des Arbeitsamtes auslagen. Den beiden schlossen sich zwei Studenten an, der Hamburger Franz Ahrends sowie ein namentlich nicht bekannter ungarischer Student. Als ein Isar-Hochwasser das Zelt und die Geräte wegschwemmte, fand Lörcher bei dem als Kommunist gesuchten Josef Donnerbauer in dessen Haus am Biederstein ein Nachtquartier.
Am 10. August 1933 wurde Lörcher bei einer Razzia verhaftet. Lörcher wurde nach den Vernehmungen gefoltert, um seine Mitkämpfer zu verraten, gab diese aber nicht preis. Nach 14-tägiger Untersuchungshaft im Gefängnis München-Neudeck wurde er von einem Münchner Sondergericht wegen „Vergehens gegen die Heimtückeverordnung“ zu elf Monaten Gefängnis verurteilt und in das Gefängnis St. Georgen in Bayreuth eingeliefert. Nach seiner Entlassung wurde Lörcher im Mai 1934 erneut verhaftet und in das KZ Dachau eingeliefert. Durch die Hilfe anderer politischer Häftlinge musste er nicht in der Kiesgrube, sondern in der Sattlerei arbeiten und wurde im Mai 1935 entlassen. Bei der Musterung 1935 wurde er wegen seiner politischen Überzeugung vom Dienst in der Wehrmacht ausgeschlossen. In der Folge wurde Lörcher immer wieder verhaftet, so beim Besuch von Mussolini zur Unterzeichnung des Münchner Abkommens im September 1937, nach dem Attentat im Bürgerbräukeller durch Georg Elser am 8. November 1939 und beim Überfall auf Sowjetunion am 22. Juni 1941. Um Druck auf ihn auszuüben, wurde seine Verlobte Gretel von der Gestapo für fünf Monate in „Schutzhaft“ genommen. Sein Bruder Ernst konnte nach Österreich fliehen, emigrierte von dort nach Frankreich und kehrte wieder nach Deutschland zurück, wo er in Duisburg verhaftet wurde.
Am 15. Oktober 1942 wurde Lörcher, obwohl bis dahin für „wehrunwürdig“ erklärt, wegen seiner mangelnden politischen Eignung zur Strafdivision 999 eingezogen. Seine Einheit kam über Belgien und Südfrankreich nach Tunis und musste dort im Frühjahr 1943 als „Afrikabrigade 999“ im Tunesienfeldzug an der Front kämpfen. Nach der Kapitulation der Heeresgruppe Afrika am 13. Mai 1943 kam Lörcher zunächst in ein britisches Kriegsgefangenenlager, wurde dann über Oran in Algerien nach Norfolk in den Vereinigten Staaten verschifft und kam von dort in ein US-Kriegsgefangenenlager in Louisiana, wo er Baumwolle erntete und Bäume fällte. Später wurde er auch als Dolmetscher eingesetzt. Im Sommer 1945 kam er in das Umerziehungslager Fort Wetherill, Rhode Island, bei Boston, erhielt dort nach erfolgreicher Absolvierung des Kurses ein Zertifikat über die „Erziehung ausgewählter Bürger Deutschlands“. Über Lager in Le Havre und Darmstadt kehrte er im Dezember 1945 nach München zurück.

### Nachkriegszeit
Das in den USA ausgestellte Zertifikat empfahl ihn zur Zusammenarbeit mit der US-Militärregierung. Lörcher bewarb sich aber beim bayerischen Ministerium des Innern, Abteilung für Sonderaufgaben und arbeitete dort etwa neun Monate als Sonderbeauftragter für den Aufbau von Spruchkammern zu Entnazifierungen in Oberbayern. Frustriert über den für ihn allzu zögerlichen Fortgang der Entnazifierungen verließ Lörcher Ende 1946 das Ministerium.  Er gründete mit Lina Haag und Jean Landré eine Buchhandlung in der Münchner Müllerstrasse, die aber wirtschaftlich erfolglos blieb. 1950 beteiligte er sich mit Unterstützung des damaligen DGB-Kreisvorsitzenden Ludwig Linsert an der 1947 gegründeten gewerkschaftlichen Bund-Buchhandlung im Münchner Gewerkschaftshaus und war dort bis zu seiner Pensionierung als Geschäftsführer tätig. Er organisierte den Chor der Münchner Gewerkschaften und engagierte sich für die gewerkschaftliche Bildungs- und Kulturarbeit in München. 1953 trat Lörcher wieder in die SPD ein. 1987 war er Mitbegründer des Archivs der Münchner Arbeiterbewegung, das sein Leben im Projekt „Erinnerung an Bertl Lörcher“ dokumentiert.  Jahrelang begleitete Lörcher als Zeitzeuge Schüler, junge Gewerkschafter und andere Gruppen durch die KZ-Gedenkstätte Dachau und war ab 1994 stellvertretender Vorsitzender der Lagergemeinschaft Dachau. Über ein Jahrzehnt engagierte er sich für die internationale Jugendbegegnungsstätte in Dachau (IJB), deren Eröffnung 1998 er nicht mehr erleben konnte.